# Schwanthalerhöhe

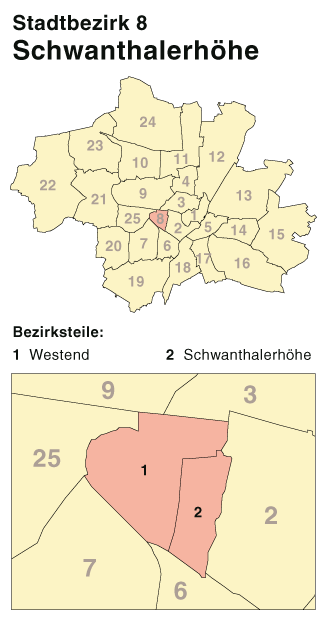
Vị trí quận 8 ở München

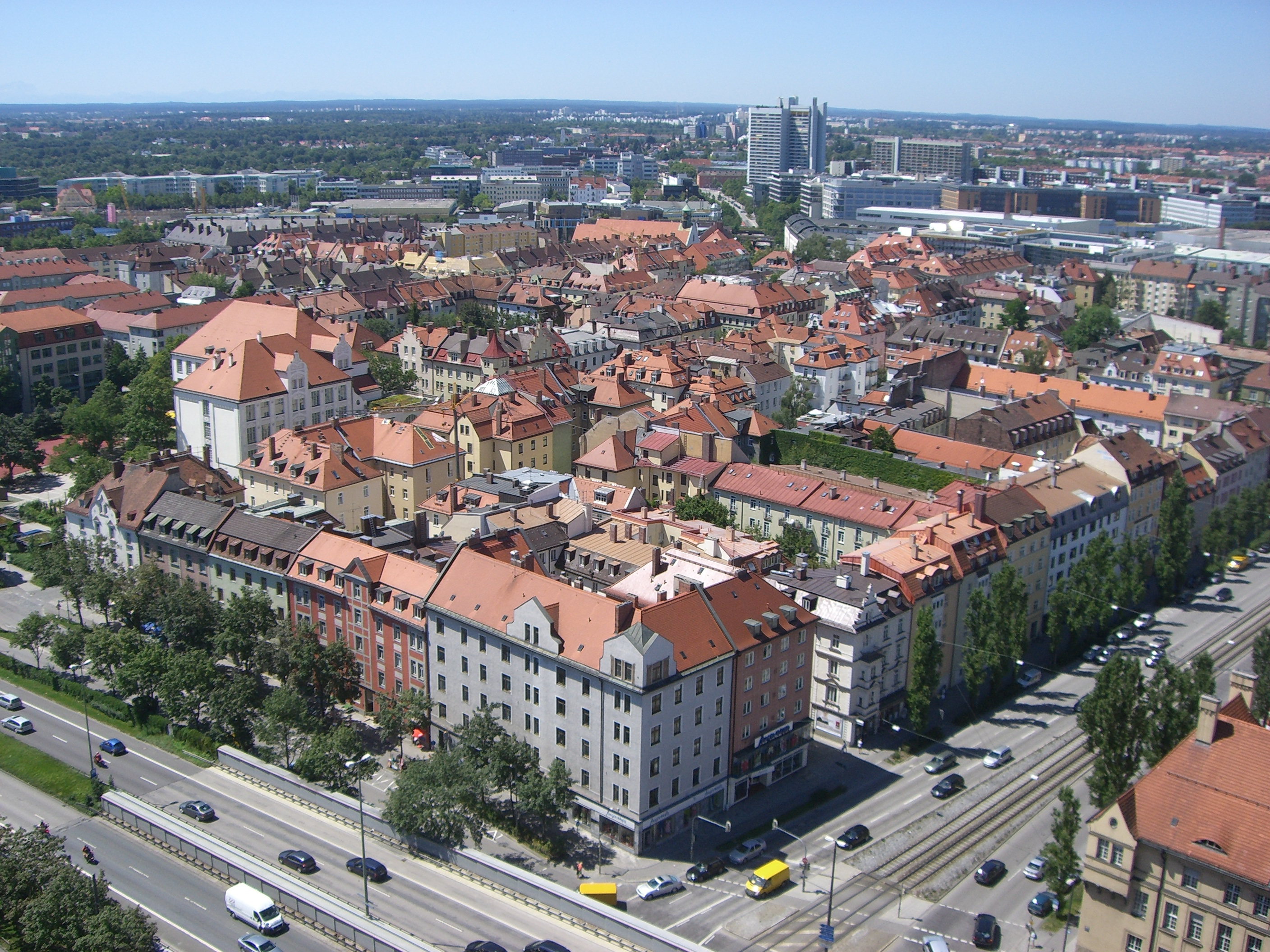
Schwanthalerhöhe (Westend) phía Tây của vòng đai Giữa

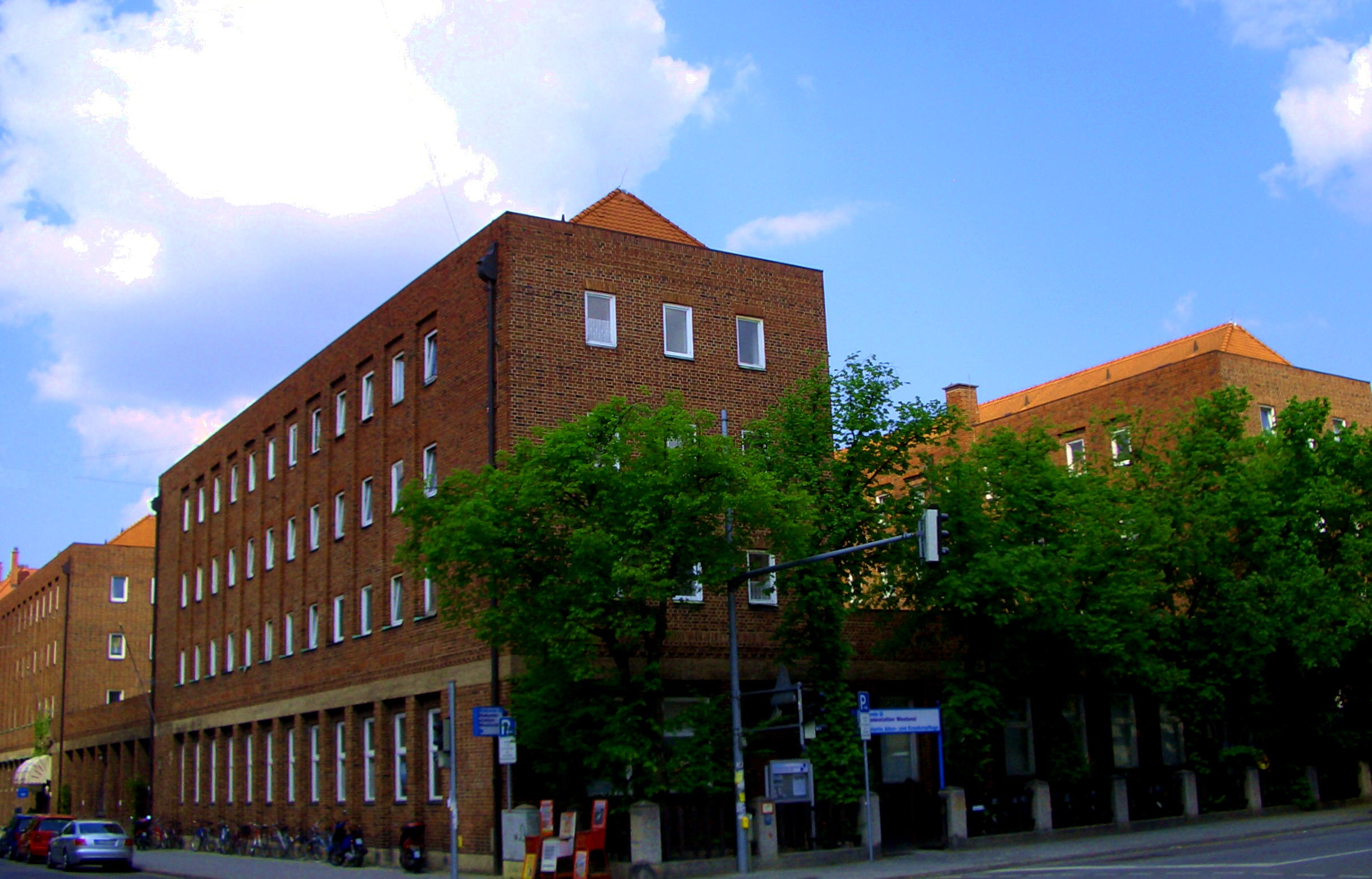
Ledigenheim từ phía Nam

Schwanthalerhöhe (dân địa phương thường gọi là Westend) là một khu phố ở München và lập thành quận 8. Với diện tích 209,4 mẫu tây và với dân số là 26.877 là một trong những khu vực đông dân nhất tại München (Số dân mà có cha mẹ ít nhất một người là ngoại quốc là 35,3 %).
Westend được hình thành là khu cư trú của công nhân trong khuôn khổ kỹ nghệ tập trung tại miền Tây München, cho nên số dân cư lao động cho tới bây giờ vẫn đông hơn là mức trung bình. 

## Vị trí

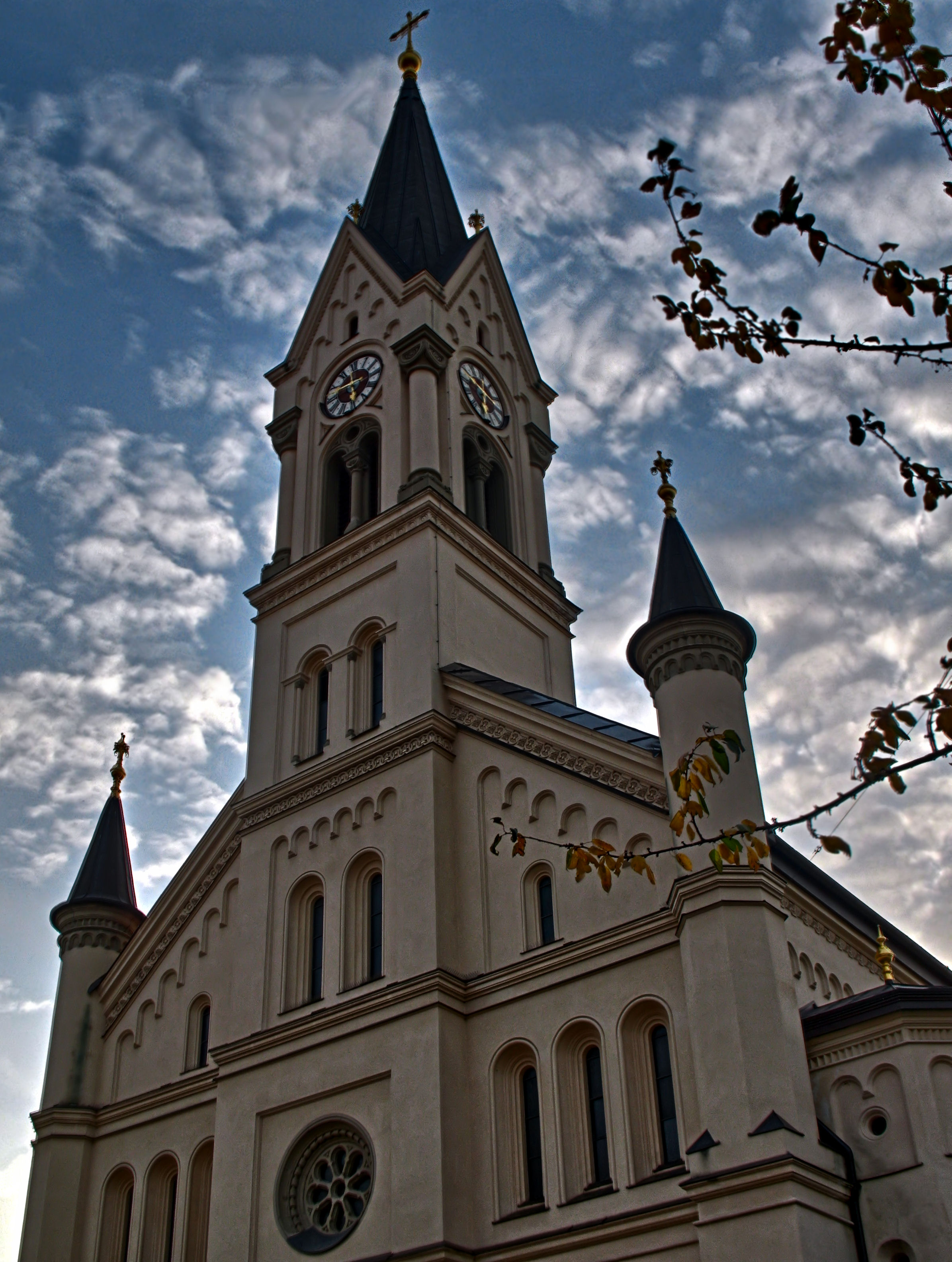
St. Benedikt tại Schrenkstraße

Schwanthalerhöhe, Münchner Westend, nằm ở phía tây của trung tâm thành phố có ranh giới với đường xe lửa tuyến Hauptbahnhof–Pasing và Münchner Südring. Phần gần phố và nằm về phía Đông của quận khu vực Theresienhöhe là chỗ chuyển tiếp với khu nhà ga chính, nằm về phía Nam của Theresienwiese là khu hội chợ cũ của thành phố.

## Lịch sử

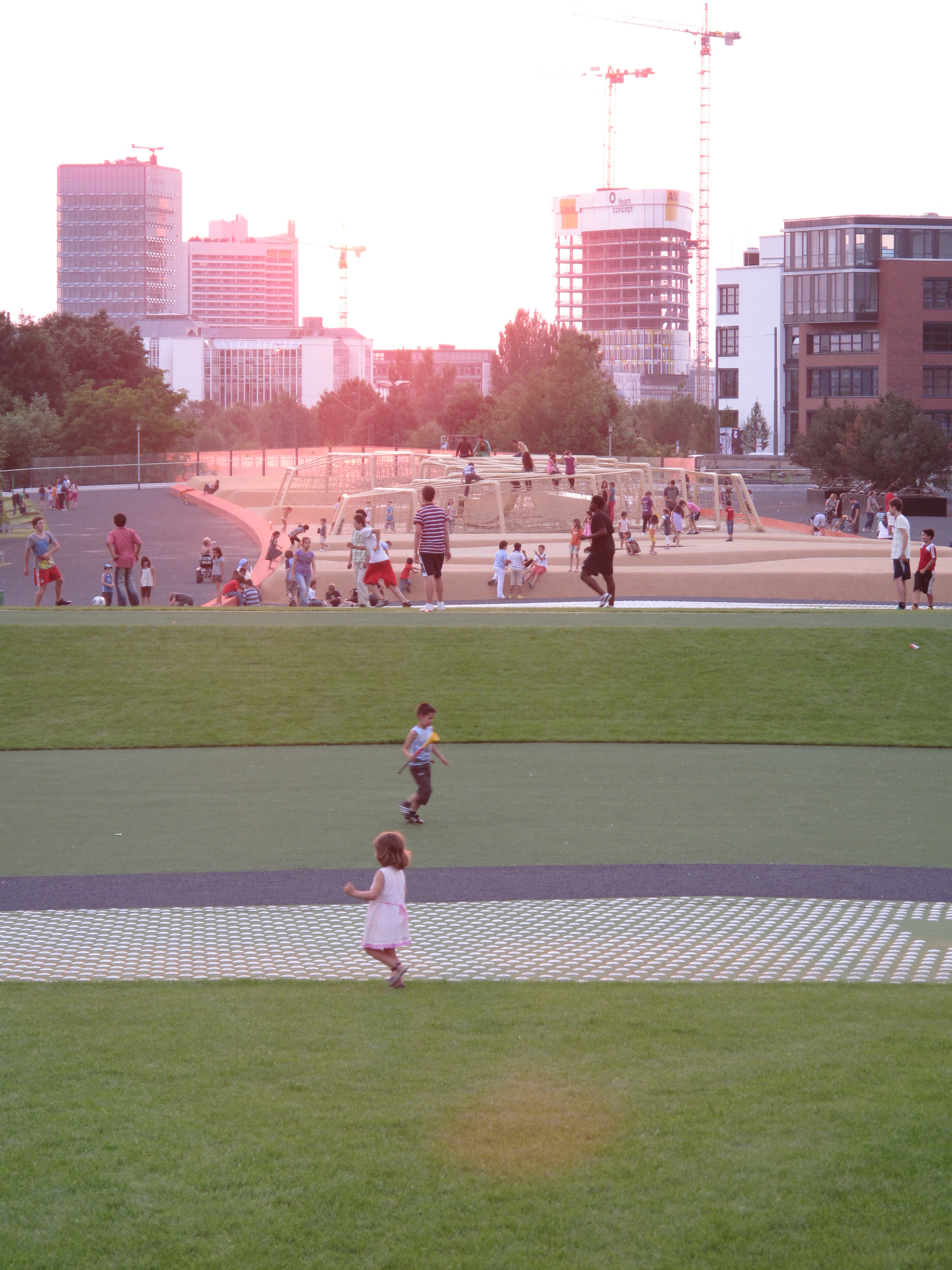
Theresienhöhe
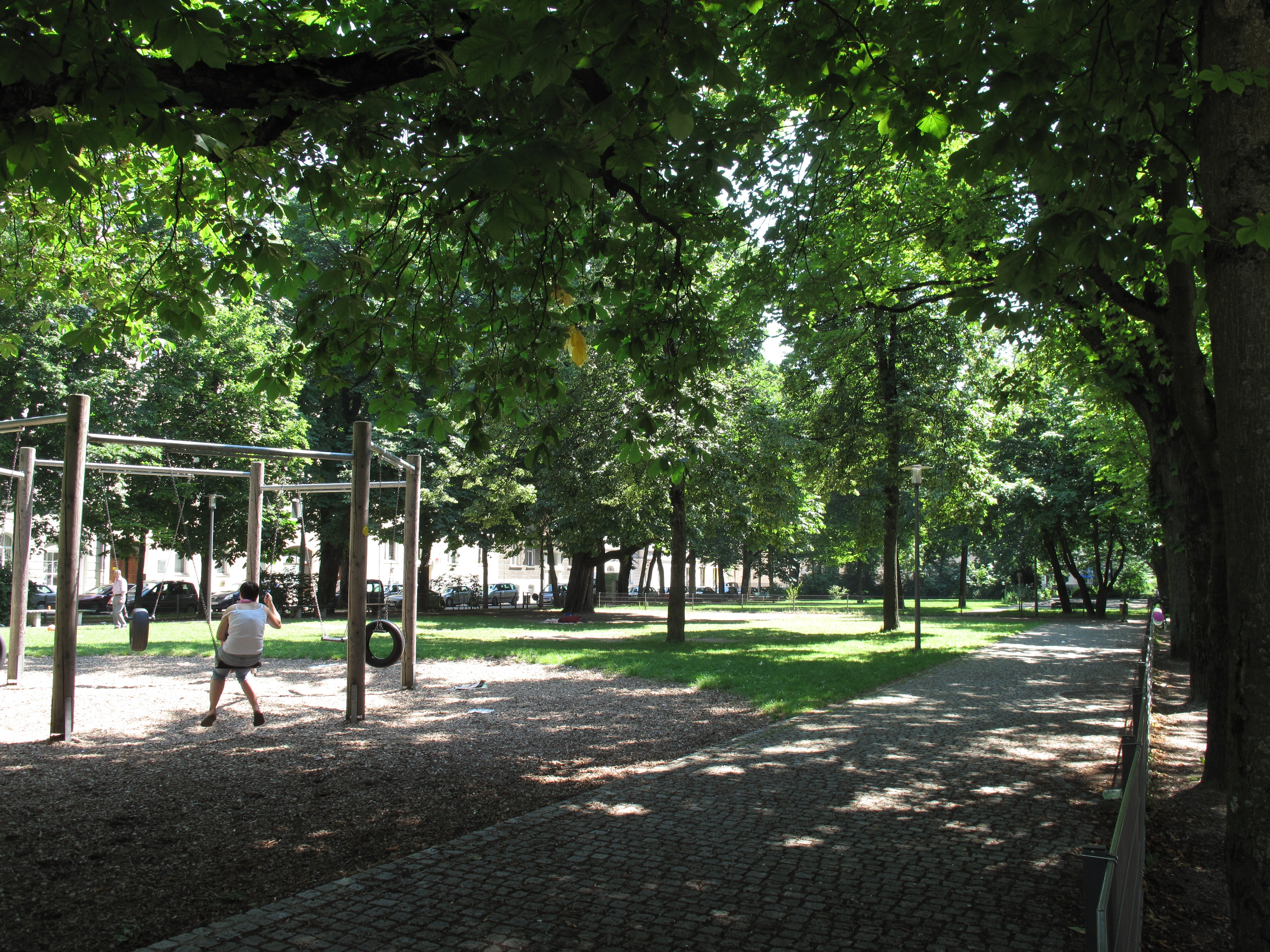
Gollierplatz
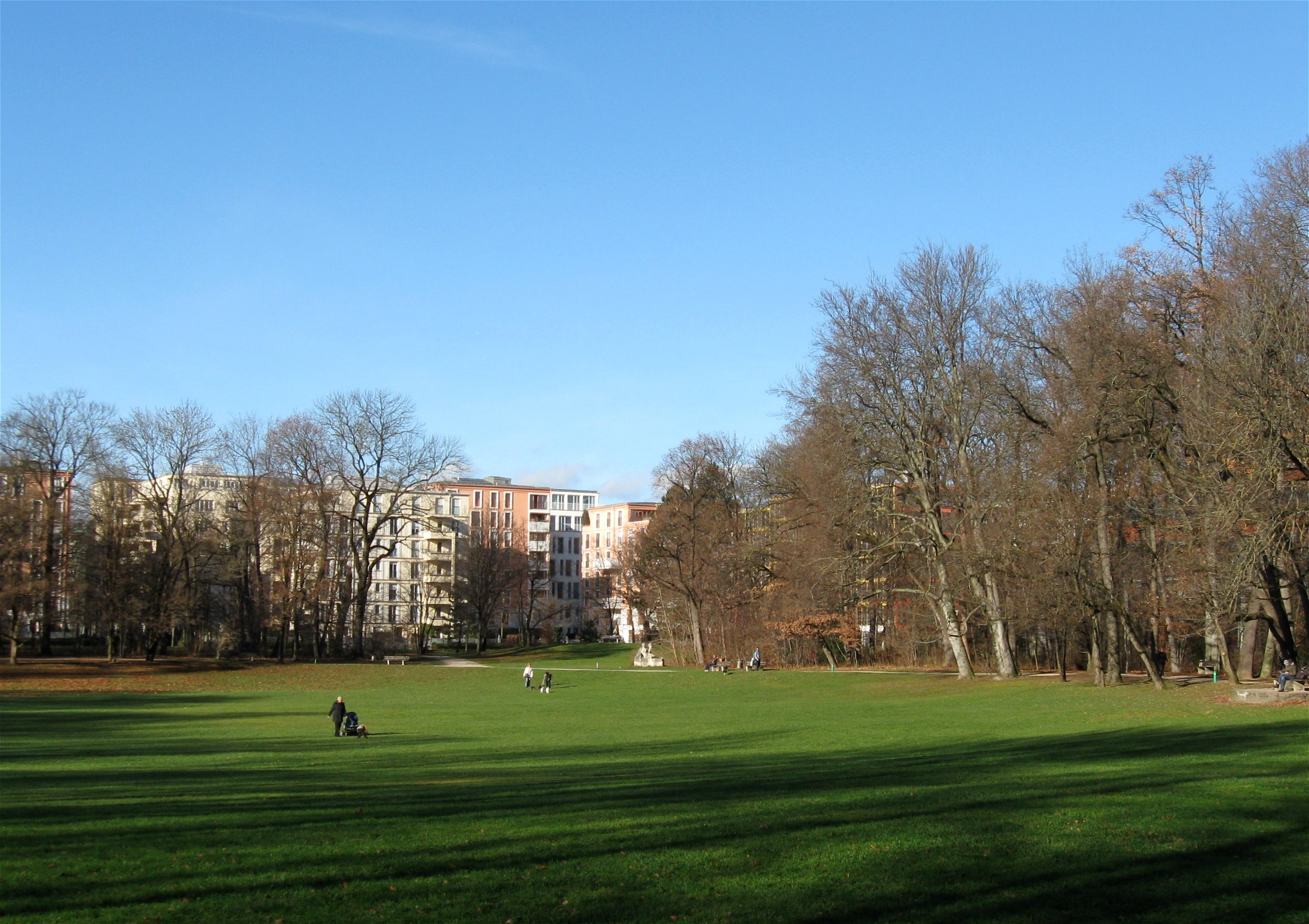
Bavariapark

Khu phố này lấy tên của nhà điêu khắc Ludwig Schwanthaler, người đã tạo nên tượng Bavaria ở khu hội chợ Oktoberfest; trước đó được gọi là Sendlinger Höhe. Khu vực này được hình thành vào khoảng 1840 cùng lúc với thời đại kỹ nghệ hóa, làm chỗ cư trú cho dân lao động. Cho tới bây giờ phân nửa của số nhà cửa ở Schwanthalerhöhe từ thời trước 1919. Những khu nhà này trong thập niên 1970 đã được tu bổ tổng quát lại để có thể đạt được tiêu chuẩn cư ngụ hiện thời. Trên khu đất cũ của hãng chế tạo cao su Metzeler vào thập niên 1980 được hình thành Gewerbehof Westend và trung tâm kỹ thuật (Münchner Technologiezentrum). Hiện thời 2/3 công ăn việc làm ở khu phố này là trong lãnh vực dịch vụ, thương mãi, và hành chính công cộng.

## Sách báo
- F. Meier, S. Perouansky, J. Stintzing (Hrsg.): Das Westend. Geschichte und Geschichten eines Münchner Stadtteils. StattPlan Verlag München 2005. ISBN 3-9801647-6-4

## Liên kết ngoài

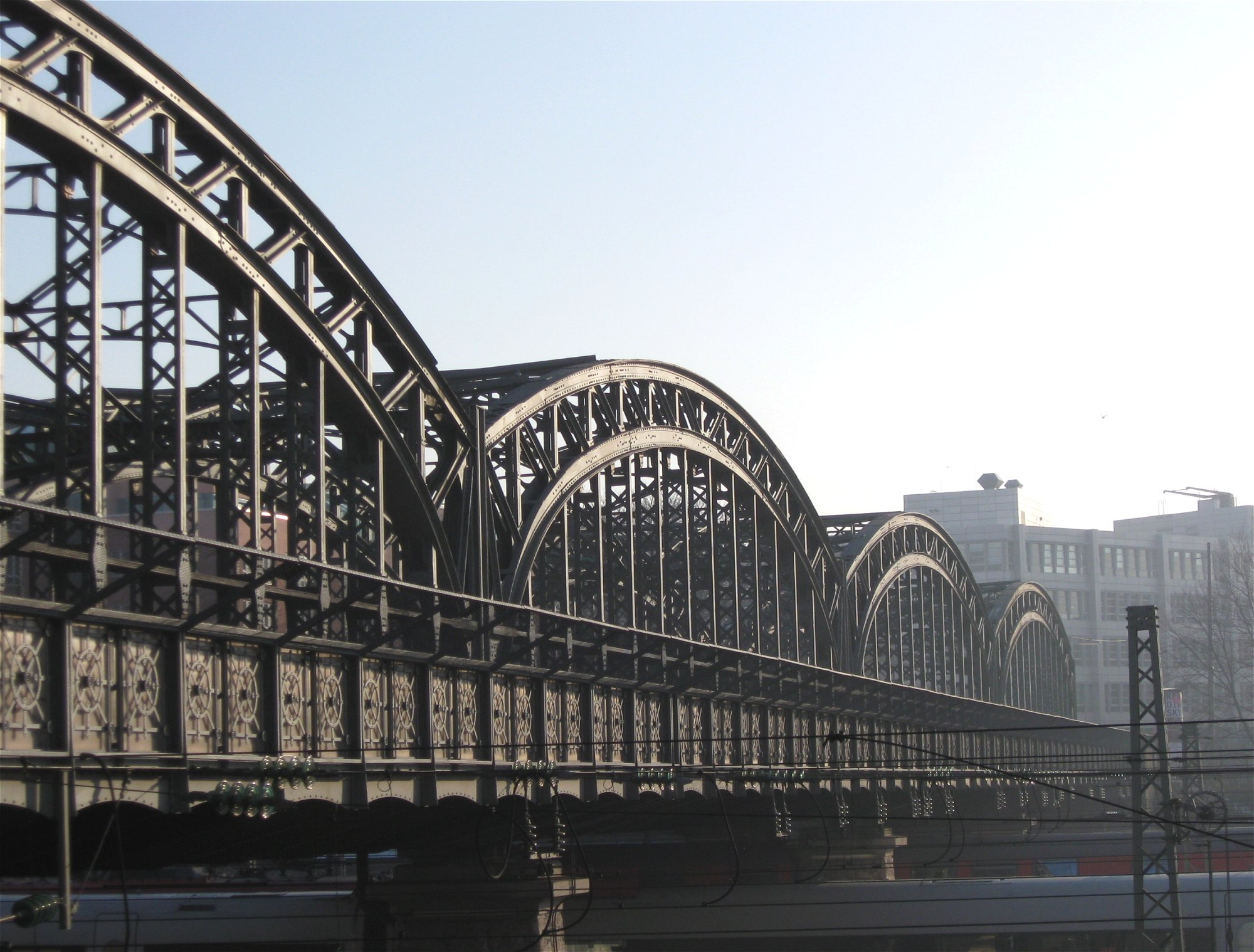
Hackerbrücke nối Westend với Maxvorstadt

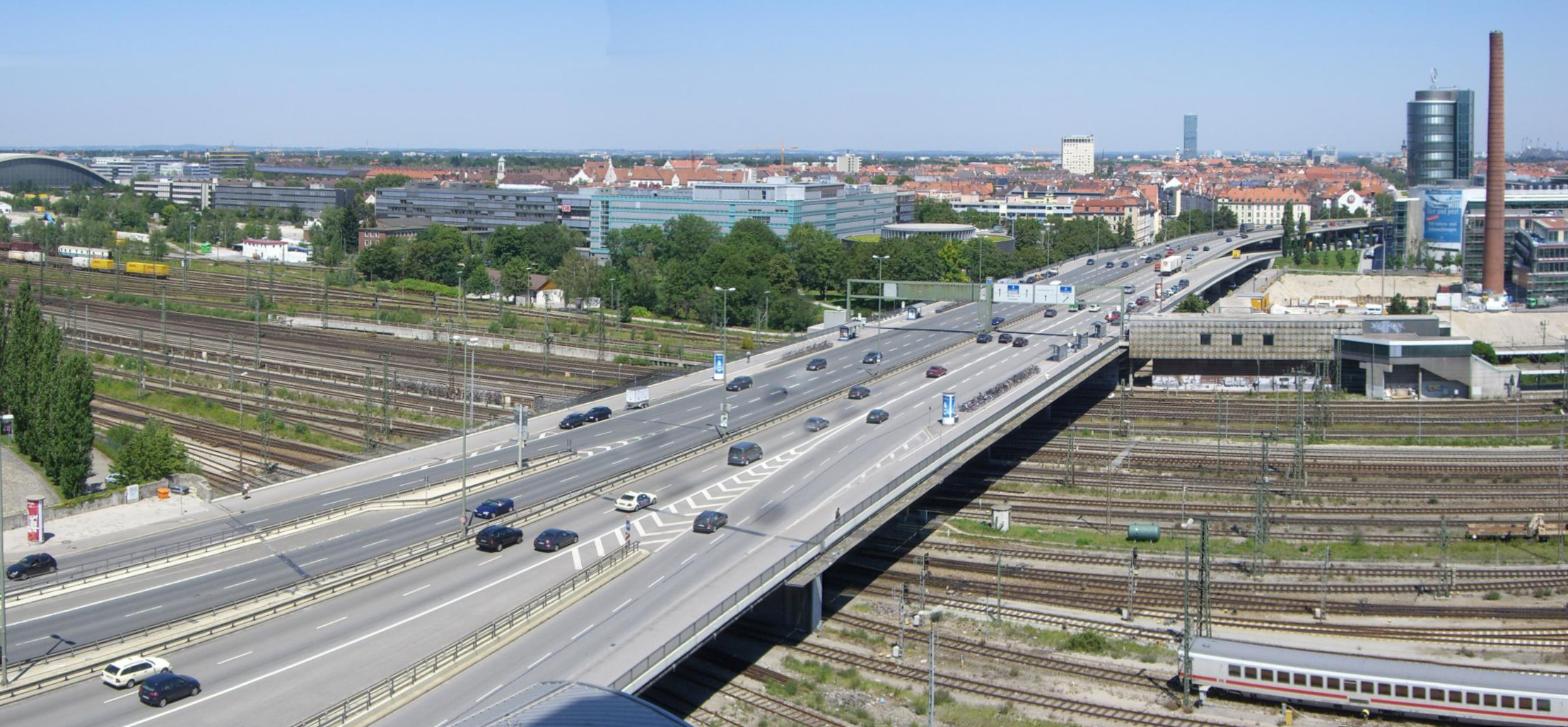
Donnersbergerbrücke nối Westend với Neuhausen-Nymphenburg